# 赫歇尔天文博物馆
赫歇尔天文博物馆（Herschel Museum of Astronomy）是英格兰萨默塞特郡巴斯的一座博物馆，位于新国王街（New King Street）19号（南侧）的保护完好的历史建筑中。此处建筑，自1777年起曾为天文学家威廉·赫歇爾（William Herschel）和卡罗林•赫歇尔（Caroline Herschel）兄妹的故居。1781年3月，威廉•赫歇尔住在这里时，用他自己设计的望远镜发现了天王星。 次年威廉离开巴斯 ，卡罗林一直住到1784年。

## 历史
博物馆于1981年3月13日开放，正是赫歇尔发现天王星200周年。

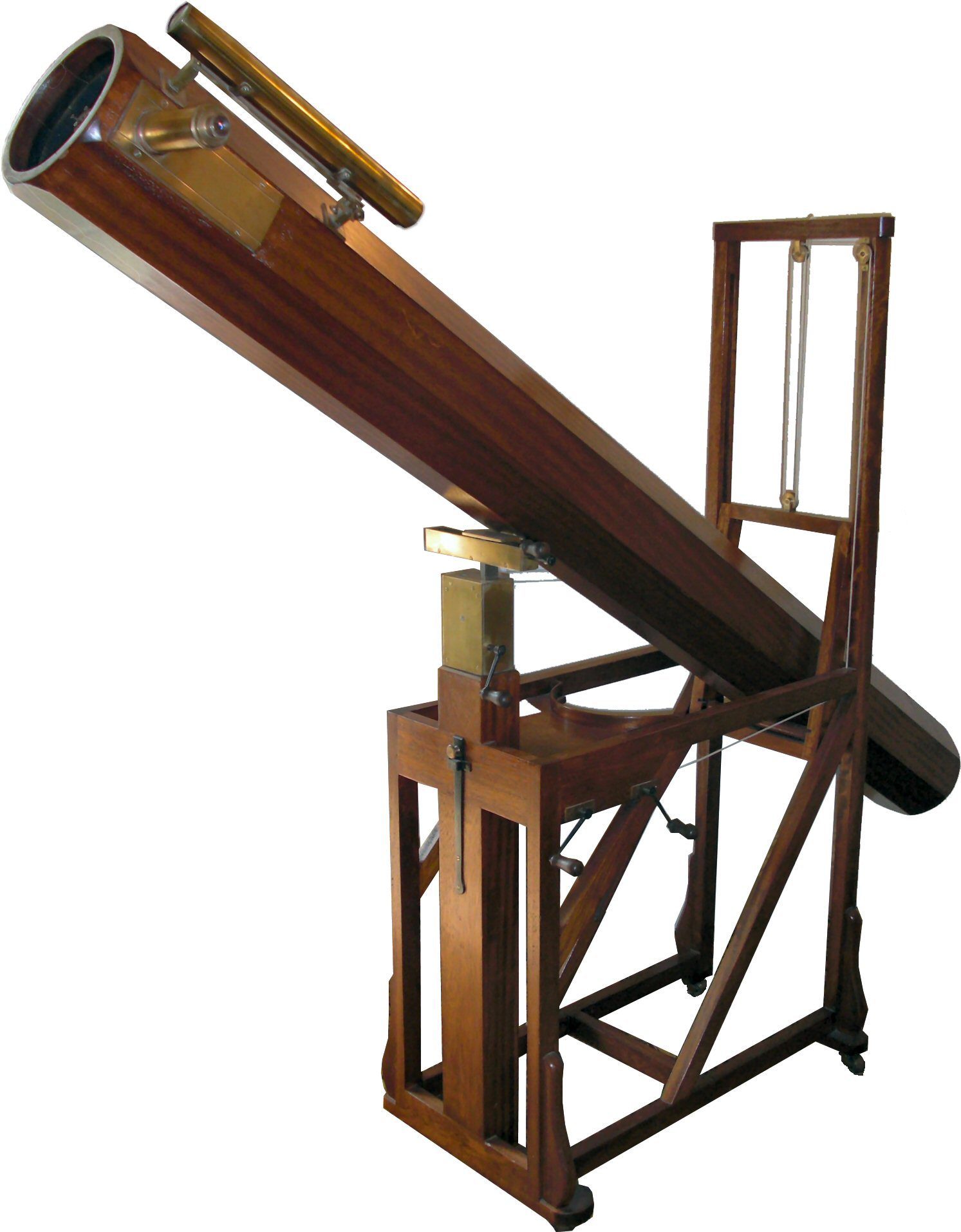
赫歇尔发现天王星的望远镜复制品